# Marlies Göhr
Marlies Göhr, z domu Oelsner (ur. 21 marca 1958 w Gerze) – niemiecka lekkoatletka startująca w reprezentacji NRD, specjalizująca się w biegu na 100 m oraz biegach sztafetowych. 
W latach 1977-1984 była rekordzistką świata w biegu na 100 m. Podczas zawodów w Dreźnie 1 lipca 1977 czasem 10,88 s ustanowiła swój pierwszy rekord świata i jako pierwsza sprinterka w historii, pokonała 100 metrów w czasie poniżej 11 sekund. Do dziś jest to rekord świata w kategorii juniorek. Pomimo tego wyniku nie udało jej się zdobyć złotego medalu na olimpiadzie w Moskwie w 1980. W finale przegrała z zawodniczką gospodarzy Ludmiłą Kondratjewą. To niepowodzenie powetowała sobie zdobywając złoto w sztafecie 4 × 100 m. Dorobek olimpijskich medali Göhr byłby najprawdopodobniej znacznie bogatszy gdyby nie fakt, iż NRD (podobnie jak większość państw bloku komunistycznego) zbojkotowało igrzyska w Los Angeles (1984).
W swojej karierze była mistrzynią Europy na 100 m aż trzy razy z rzędu: w 1978 w Pradze, 1982 w Atenach i w 1986 w Stuttgarcie. Nie udało się to żadnej innej europejskiej sprinterce. W 1983 poprawiła swój rekord na 10,81 s, ale w 1984 straciła go na rzecz Amerykanki Evelyn Ashford. Do 1994 była rekordzistką Europy. W 1983 zdobyła złoty medal mistrzostwach świata w Helsinkach. Göhr pięć razy z rzędu triumfowała w  biegu na 100 metrów podczas Pucharu Europy w Lekkoatletyce (1979–1987). W 1985 była w składzie (biegła na ostatniej zmianie) wschodnioniemieckiej sztafety (razem z Silke Gladisch, Sabine Rieger i Ingrid Auerswald), która ustanowiła czasem 41,37 s rekord świata, poprawiony 11 sierpnia 2012 przez sztafetę Stanów Zjednoczonych. Była halowa rekordzistka świata w biegu na 60 metrów. Marlies Göhr jest pierwszą sprinterką w historii która przebiegła 100 metrów w czasie poniżej 11 s.

## Rekordy życiowe
- bieg na 100 m – 10,81 (1983) – były rekord świata, aktualny rekord Niemiec
- bieg na 200 m – 21,74 (1984)
- bieg na 50 m (hala) – 6,12 (1980)
- bieg na 60 m (hala) – 7,07 (1986)